# Soldagem

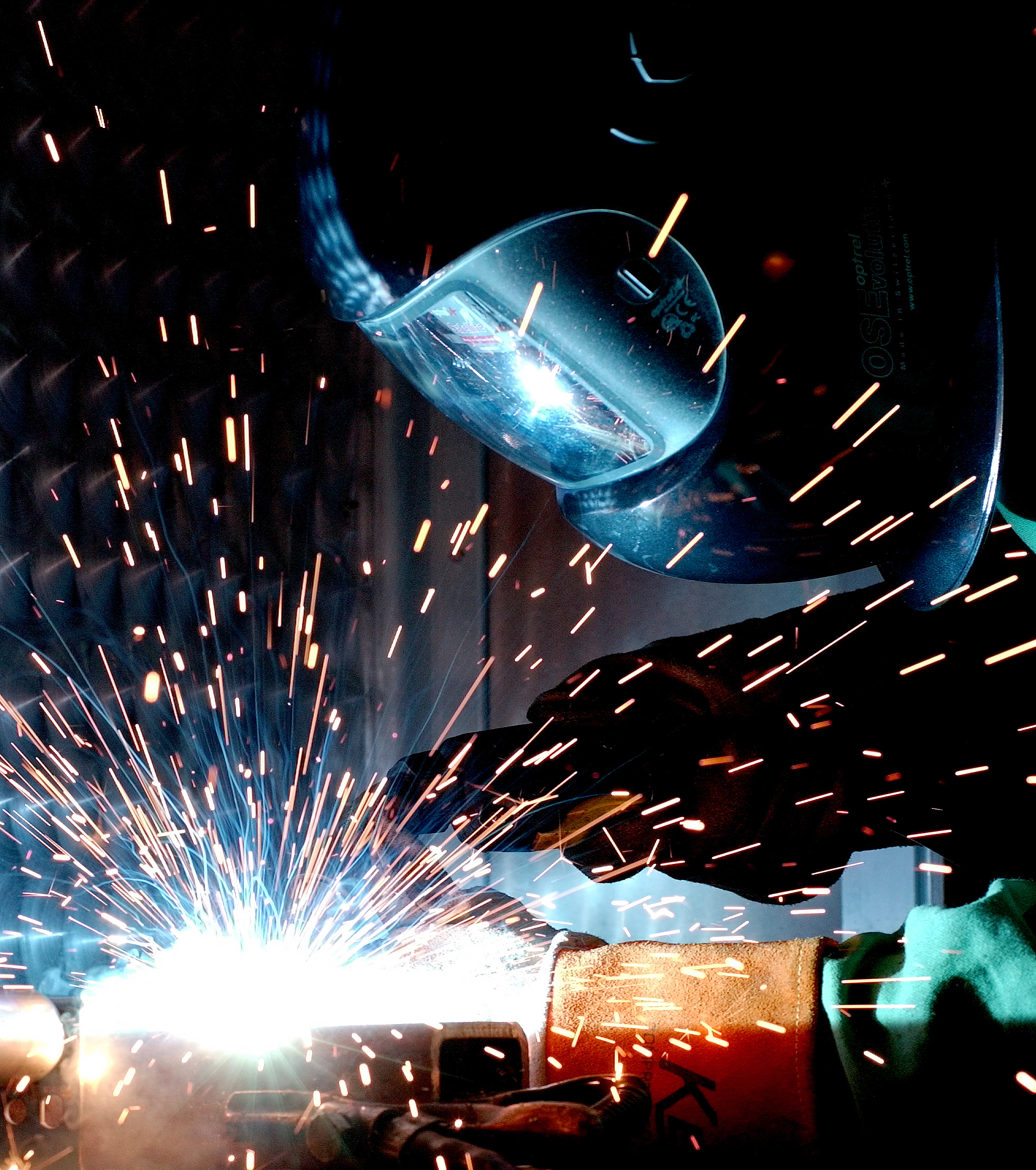
Soldagem Arco Elétrico

Soldagem ou soldadura é um processo que visa a união localizada de materiais, similares ou não, de forma permanente, baseada na ação de forças em escala atômica semelhantes às existentes no interior do material e é a forma mais importante de união permanente de peças usadas industrialmente. Existem basicamente dois grandes grupos de processos de soldagem. O primeiro se baseia no uso de calor, aquecimento e fusão parcial das partes a serem unidas, e é denominado processo de soldagem por fusão. O segundo se baseia na deformação localizada das partes a serem unidas, que pode ser auxiliada pelo aquecimento dessas até uma temperatura inferior à temperatura de fusão, conhecido como processo de soldagem por pressão ou processo de soldagem no estado sólido.
Solda é o resultado final da operação de soldagem "o depósito" (por exemplo, o metal de solda mais a zona termicamente afetada).

## Processos de Soldagem
Tabela com os processos de soldagem conhecidos até hoje
| Processo de soldagem              | Abrev.                                                | Inventor                      | Ano       | Instituto                | País           |
| --------------------------------- | ----------------------------------------------------- | ----------------------------- | --------- | ------------------------ | -------------- |
| Soldagem por resistência          | RW                                                    | Elihu Thomson                 | 1886-1900 | Thomson Electric Welding | Estados Unidos |
| Soldagem oxicombustível           | OAW                                                   | Edmund Fouche, Charles Picard | 1900      |                          | França         |
| Soldagem aluminotérmica           | TW                                                    | Goldschmidt                   | 1900      | Goldschmidt AG           | Alemanha       |
| Soldagem a arco manual            | MMA,SMAW                                              | Oscar Kjellberg               | 1907      | ESAB                     | Suécia         |
| Soldagem por eletroescória        | ESW                                                   | Nikolay Benardos              | 1908      |                          | Rússia         |
| Soldagem por forjamento           | FOW                                                   |                               | Sem data  |                          |                |
| Soldagem plasma                   | PAW                                                   | Schonner, R.M. Gage           | 1909      | BASF                     | Alemanha       |
| Soldagem TIG                      | TIG Tungsten Inert Gas, GTAW Gas Tungsten Arc Welding | Charles L. Coffin             | 1920      |                          | EUA            |
| Soldagem a arco com arame tubular | FCAW                                                  | Stoody                        | 1926      |                          | Estados Unidos |
| Soldagem de pinos                 | SW                                                    |                               | 1930      | New York Navy Yard       | Estados Unidos |
| Soldagem MIG                      | GMAW                                                  | H.M. Hobart e P.K. Devers     | 1930      | Airco & Battelle         |                |
| Soldagem a arco submerso          | SAW                                                   | Robinoff                      | 1930      | National Tube Co.        | Estados Unidos |
| Soldagem MAG                      | GMAW                                                  | Lyubavskii e Novoshilov       | 1953      | União Soviética          |                |
| Soldagem a laser                  | LBW                                                   | Martin Adams                  | 1970      | Inglaterra               |                |
| Soldagem por fricção              | FSW                                                   | Wayne Thomas e outros         | 1891      | TWI                      | Inglaterra     |
| Soldagem por explosão             | SEXP                                                  |                               |           |                          |                |